# Concerto per archi e basso continuo RV 154
Il Concerto per archi e basso continuo RV154, sesto dei cosiddetti Concerti di Parigi  , è una composizione di Antonio Vivaldi.

## Caratteristiche
La sua struttura è quella classica di un concerto barocco, in cui gli archi dialogano tra di loro e il basso continuo dona profondità alla composizione, ed è molto evidente il tipico stile a terrazze del musicista. Il concerto è suddiviso in tre movimenti: il primo è un Allegro in 3/8 visibilmente agitato, dove due violini all'unisono e il basso continuo si alternano nell'eseguire diverse serie di semicrome con una quasi vorticosa rapidità; il secondo è un Adagio in 4/4 con un gusto tipicamente recitativo, che si conclude in maniera decisa; il terzo è un Allegro in 2/4 con un tema musicale di poche battute, ripetuto ogni volta su scale e tonalità differenti.

## Discografia
- Orchestra "Concerto Italiano", diretta da Rinaldo Alessandrini.